# Jacqueline Andere
Jacqueline Andere (Ciudad de México, 20. kolovoza 1938.) je meksička glumica koja se pojavila u mnogim serijama i filmovima. Poznata je i zbog toga što je majka glumice Chantal Andere.

## Životopis
Jacqueline je rođena 1938. u Ciudad de Méxicu, kao María Esperanza Jacqueline Andere Aguilar. Glumila je u mnogim telenovelama. 1967. se udala za redatelja Joséa Maríju Fernándeza Unsáina. Rodila mu je kćer Chantal. 
Chantal je sa svojom majkom glumila u seriji La Otra ("Druga").
Poznata Jacquelinina uloga je on u seriji Maćeha, gdje je glumila Albu San Román.